# アウトゾーン
『アウトゾーン』（OUT ZONE）は1990年に東亜プランからリリースされたアーケード用縦スクロールシューティングゲーム。

## ストーリー
西暦2097年。人類は度重なる地球侵略の魔の手を撃退してきたが、オワギラ星人の侵略についに抗しきれなくなった。国連は最後の手段として、伝説の宇宙仕事人に最強のサイボーグ戦士の派遣を依頼、オワギラ星人の撃退を要請した。

## システム

### 操作
- 8方向レバーと2ボタン（ショット、ボンバー）で自機を操作する。二人同時プレイ可能。
- 本作は強制ではなく任意スクロールとなっており、前進しない限りゲームは先へ進まない。
- エナジーが設定されており、時間と共に減少する（いわゆる制限時間のようなもの）。
- 自機のエネルギーがゼロになる、敵・敵弾に接触する、落とし穴やシャッターなどの地形に阻まれるとミスとなり、残機を失う。
- 全7面構成。但し残機がゼロになるまでゲームは終わらない。
- 東亜プランの様々なキャラが、隠し要素として登場している。

### 武器
16方向ショット
ゲーム開始時の装備。レバーを入れた方向にショットを発射する。ボタンを押しっぱなしで連射可能。
3WAY
前方3方向にショットを放つ。発射する方向は限られている。
スーパーバーナー
レバーを入れた方向に火炎を放射する。威力は高いが飛距離が非常に短い。
スーパーボール
ボタンを押しっぱなしで巨大な玉が自機の周囲を回転し、ボタンを放すと玉が前方へ発射される。あらゆる敵や障害物を貫通する上、攻撃力も高い。
この武器を装備した時とそうでない時のゲームバランスが変わるくらいの威力・使い勝手を誇る。

### アイテム
アイテムボックスもしくは赤色の敵を倒すと現れる。

#### 通常アイテム
P
16方向ショットと3WAYが1段階パワーアップする（最高3段階まで）。
C
チェンジパネル。取ると、16方向ショットと3WAYを切り替える。スーパーバーナー・スーパーボールの装備中に取得すると、元の装備に戻る。
B
画面全体を攻撃すると同時に敵弾を相殺するボンバー。10発までストック可能。
E
エナジーが一定量回復する。二人同時プレイ時は、自機と同じ色のパネルしか取ることが出来ない。

#### スペシャルアイテム
SPという文字が描かれている。出現場所は一定しない。
黄色
スーパーバーナーを装備する。
紫
スーパーボールを装備する。
緑
エナジーエクステンド。エナジーゲージの上限を30％増量する。ミスをするまで有効。
青
スピードアップ。移動速度が50％アップする。ミスをするまで有効。
赤
1UP。残機が1つ増える。
白
シールド。敵からのダメージを1回だけ防ぐ。落下およびエナジー切れによるミスは防げない。

## 家庭用ゲーム機への移植事例
下記は日本国内での事例を記載している。「アストロシティミニ V」公式Webサイトには「日本国内においての初移植となります」と記されており、海外では他の機種（あるいはフィーチャーフォン・スマートフォン）やPC用へ移植された可能性があるが、現在確固とした情報は無い。
- アストロシティミニ V - 2022年の夏にリリース予定の「復刻系ゲーム機」。このゲーム機には1980年代から1990年代のアーケードゲーム22作品がプリインストールされており、この中の1作品として収録。
なお、この機種版では同時プレイが可能だが本体にはコントローラーが1P分しか備わっていないため、2Pプレイ時には別売のコントロールパッドかジョイスティックが必要。（両方とも公式には専用品が必要で、他機種用のものは使い回せない）
- エムツーが展開しているクラシックアーケードゲーム移植シリーズ「M2 Shot Triggers」の1作として、本作の移植が予定されている。（具体的な移植機種や時期など、詳細な情報は随時公開予定）移植の発表自体はアストロシティミニVよりコチラが先に行われていた。
- Amusement Arcade TOAPLAN - 2024年11月26日に株式会社TATSUJINのiOSとAndroidアプリで発売。東亜プラン制作のゲーム25本をカップリング。
- 東亜プラン アーケードコレクション VOL 1 - 2025年8月28日にNintendo Switch、PlayStation 4、PlayStation 5とXbox Series X/S向けに発売[1]。オムニバスの内の一本で、PC向けに展開された『Toaplan Arcade Collection』の家庭用移植版となっている[1]。開発元はBitwave Games、日本における販売元はシティコネクション[1]。